# Hochwolkersdorf
Hochwolkersdorf ist eine Gemeinde mit 982 Einwohnern (Stand 1. Jänner 2025) im Bezirk Wiener Neustadt in Niederösterreich.

## Geografie
Hochwolkersdorf liegt im Industrieviertel in Niederösterreich. Die Fläche der Gemeinde umfasst 23,52 Quadratkilometer. 60,09 Prozent der Fläche sind bewaldet.

### Gemeindegliederung
Das Gemeindegebiet umfasst folgende vier Ortschaften (in Klammern Einwohnerzahl Stand 1. Jänner 2025):
- Hackbichl (42)
- Hochwolkersdorf (Dorf) (866)
- Hochwolkersdorf (Zerstreut) (67)
- Rosenbrunn (7)

Die Gemeinde besteht aus der Katastralgemeinde Hochwolkersdorf.

### Nachbargemeinden
| Walpersbach | Lanzenkirchen                               | Forchtenstein (B)             |
| Bromberg    | Kompassrose, die auf Nachbargemeinden zeigt | Mattersburg (B) Schwarzenbach |
|             | Wiesmath                                    |                               |

## Geschichte
Vor Christi Geburt war das Gebiet Teil des keltischen Königreiches Noricum und gehörte zur Umgebung der keltischen Höhensiedlung Burg auf dem Schwarzenbacher Burgberg.
Später unter den Römern lag das heutige Hochwolkersdorf dann in der Provinz Pannonia.
Die erste urkundliche Erwähnung de Wolchestorf stammt aus dem Jahr 1160.
In den letzten Tagen der Schlacht um Wien (6. bis 13. April 1945) richtete die Sowjetarmee ihre Kommandostelle während des Vormarsches auf Wien in Hochwolkersdorf ein. Von den Sowjets wurde hier ein Treffen mit dem ersten Nachkriegsbundeskanzler Karl Renner von Gloggnitz und einem Mitglied der O5-Widerstandsgruppe arrangiert, um eine möglichst kampflose und schonende Übergabe der Stadt Wien zu verhandeln, die beispielsweise einen Schutz der lebensnotwendigen Wiener Hochquellenleitung vorsah.
Während der Zeit flog O5 auf. Am 8. April 1945 wurden die Widerstandskämpfer Major Karl Biedermann, Alfred Huth und Rudolf Raschke in Wien-Floridsdorf gehängt.

### Bevölkerungsentwicklung
| Hochwolkersdorf: Einwohnerzahlen von 1869 bis 2025  | Hochwolkersdorf: Einwohnerzahlen von 1869 bis 2025 | Hochwolkersdorf: Einwohnerzahlen von 1869 bis 2025 | Hochwolkersdorf: Einwohnerzahlen von 1869 bis 2025 | Hochwolkersdorf: Einwohnerzahlen von 1869 bis 2025 |
| --------------------------------------------------- | -------------------------------------------------- | -------------------------------------------------- | -------------------------------------------------- | -------------------------------------------------- |
| Jahr                                                |                                                    |                                                    |                                                    | Einwohner                                          |
| 1869                                                | 1869                                               |                                                    | 995                                                | 995                                                |
| 1880                                                | 1880                                               |                                                    | 1.133                                              | 1.133                                              |
| 1890                                                | 1890                                               |                                                    | 1.143                                              | 1.143                                              |
| 1900                                                | 1900                                               |                                                    | 1.141                                              | 1.141                                              |
| 1910                                                | 1910                                               |                                                    | 1.273                                              | 1.273                                              |
| 1923                                                | 1923                                               |                                                    | 1.171                                              | 1.171                                              |
| 1934                                                | 1934                                               |                                                    | 1.058                                              | 1.058                                              |
| 1939                                                | 1939                                               |                                                    | 966                                                | 966                                                |
| 1951                                                | 1951                                               |                                                    | 928                                                | 928                                                |
| 1961                                                | 1961                                               |                                                    | 871                                                | 871                                                |
| 1971                                                | 1971                                               |                                                    | 933                                                | 933                                                |
| 1981                                                | 1981                                               |                                                    | 1.033                                              | 1.033                                              |
| 1991                                                | 1991                                               |                                                    | 1.029                                              | 1.029                                              |
| 2001                                                | 2001                                               |                                                    | 1.045                                              | 1.045                                              |
| 2011                                                | 2011                                               |                                                    | 1.003                                              | 1.003                                              |
| 2021                                                | 2021                                               |                                                    | 1.007                                              | 1.007                                              |
| 2025                                                | 2025                                               |                                                    | 982                                                | 982                                                |
| Quelle(n): Statistik Austria, Gebietsstand 1.1.2021 |                                                    |                                                    |                                                    |                                                    |

### Religion
Nach den Daten der Volkszählung 2001 sind 93,1 % der Einwohner römisch-katholisch und 0,9 % evangelisch. 0,7 % sind Muslime, 0,4 % gehören orthodoxen Kirchen an. 3,7 % der Bevölkerung haben kein religiöses Bekenntnis.

## Kultur und Sehenswürdigkeiten

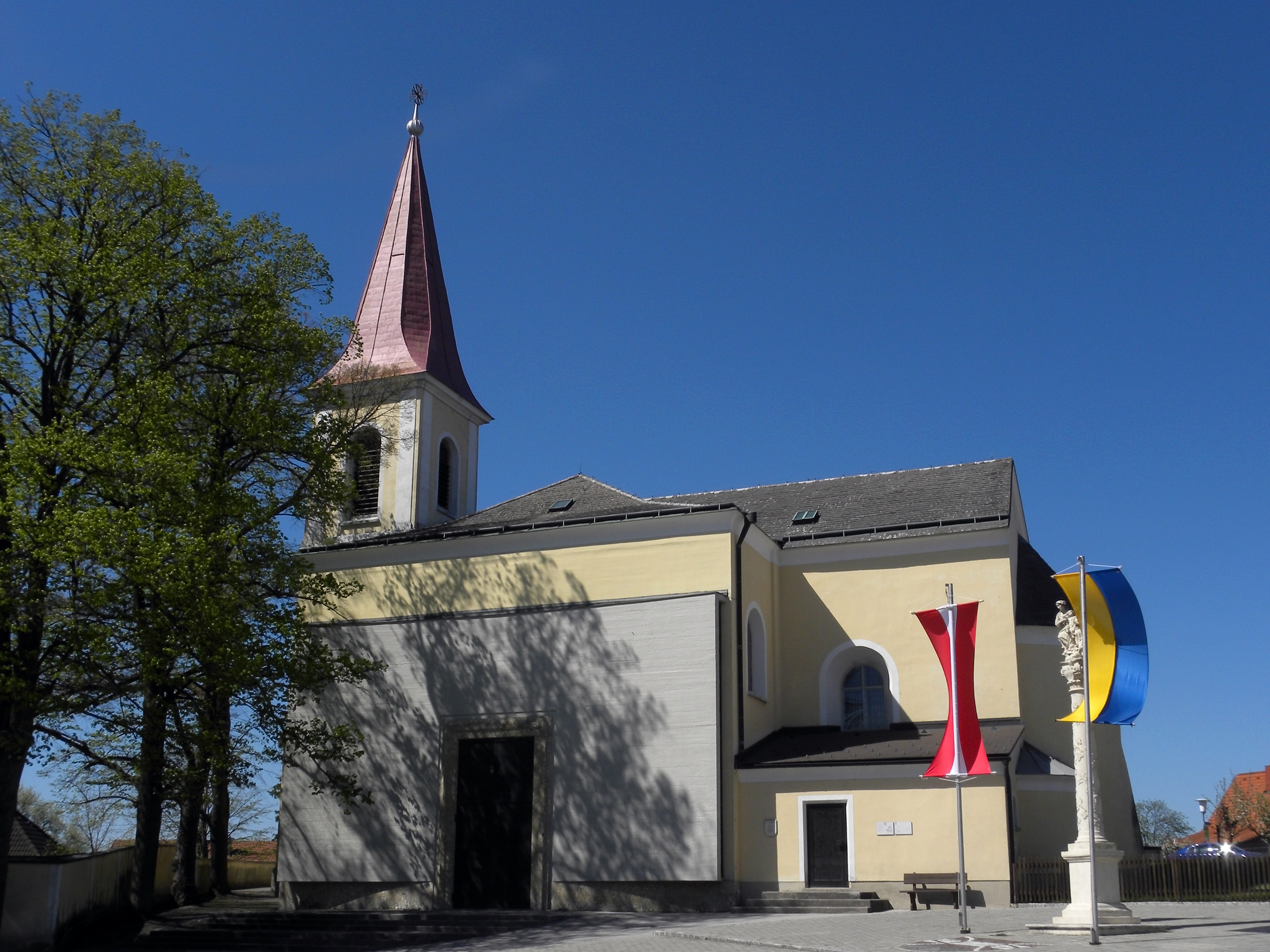
Pfarrkirche Hochwolkersdorf

- Katholische Pfarrkirche Hochwolkersdorf hl. Laurentius

## Wirtschaft und Infrastruktur
Nichtlandwirtschaftliche Arbeitsstätten gab es im Jahr 2001 33, land- und forstwirtschaftliche Betriebe nach der Erhebung 1999 74. Die Zahl der Erwerbstätigen am Wohnort betrug nach der Volkszählung 2001 494. Die Erwerbsquote lag 2001 bei 48,03 Prozent.

### Tourismus
Durch Hochwolkersdorf verlaufen mit dem Nordalpenweg und dem Zentralalpenweg zwei österreichische Weitwanderwege.

### Öffentliche Einrichtungen
In Hochwolkersdorf befindet sich eine Volksschule.

## Politik

### Gemeinderat
Der Gemeinderat hat 19 Mitglieder.

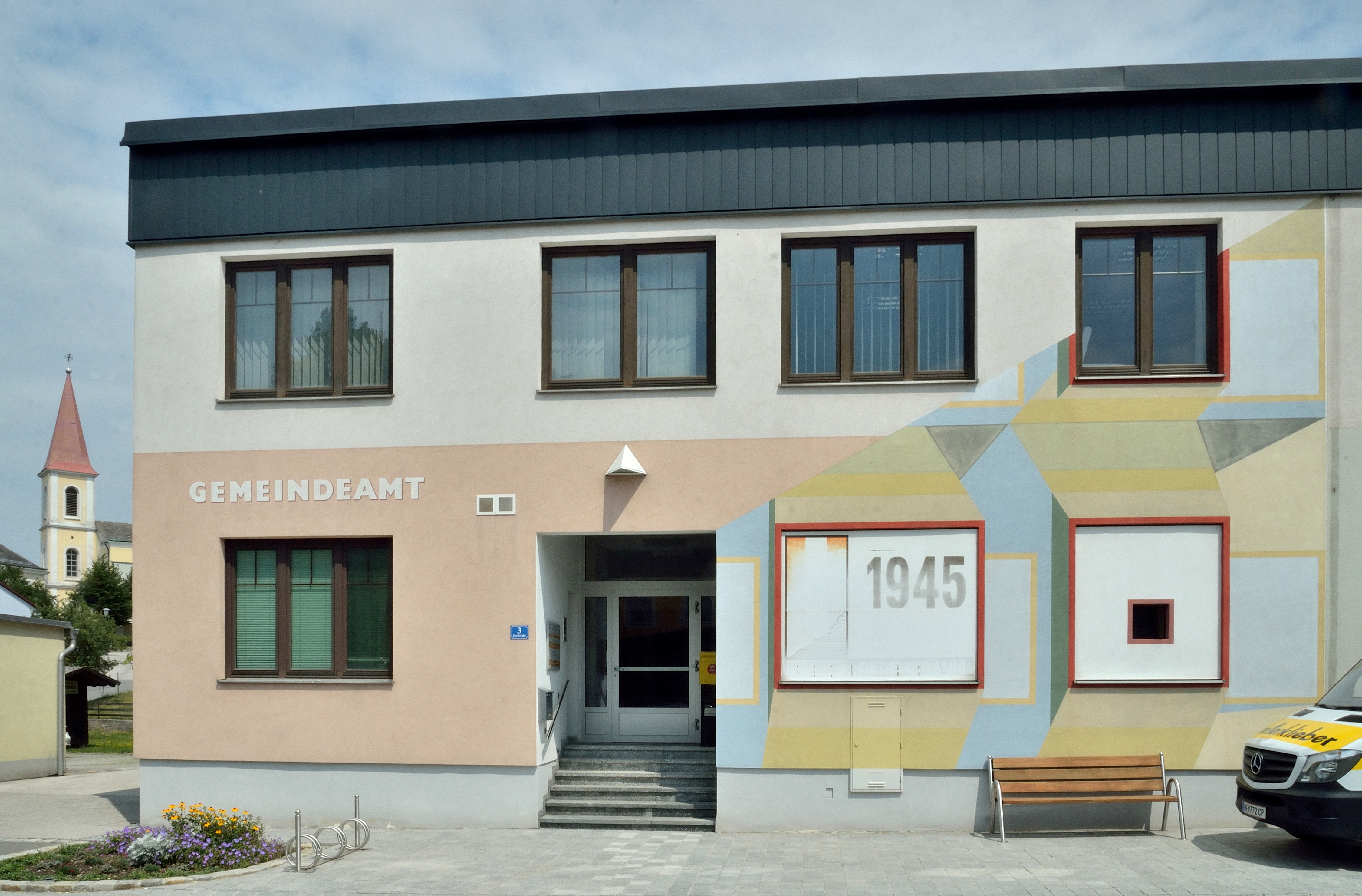
Gemeindeamt

- Mit den Gemeinderatswahlen in Niederösterreich 1990 hatte der Gemeinderat folgende Verteilung: 12 SPÖ, und 7 ÖVP.
- Mit den Gemeinderatswahlen in Niederösterreich 1995 hatte der Gemeinderat folgende Verteilung: 10 SPÖ, und 9 ÖVP.[6]
- Mit den Gemeinderatswahlen in Niederösterreich 2000 hatte der Gemeinderat folgende Verteilung: 12 SPÖ, und 7 ÖVP.[7]
- Mit den Gemeinderatswahlen in Niederösterreich 2005 hatte der Gemeinderat folgende Verteilung: 12 SPÖ, 5 ÖVP, und 2 Bürgerliste.[8]
- Mit den Gemeinderatswahlen in Niederösterreich 2010 hatte der Gemeinderat folgende Verteilung: 12 SPÖ, und 7 ÖVP.[9]
- Mit den Gemeinderatswahlen in Niederösterreich 2015 hatte der Gemeinderat folgende Verteilung: 12 SPÖ, und 7 ÖVP.[10]
- Mit den Gemeinderatswahlen in Niederösterreich 2020 hatte der Gemeinderat folgende Verteilung: 11 ÖVP und 8 SPÖ.[11]
- Mit den Gemeinderatswahlen in Niederösterreich 2025 hat der Gemeinderat folgende Verteilung: 12 ÖVP und 7 SPÖ.[12]

### Bürgermeister
- 1996–2020 Waltraud Gruber (SPÖ)
- 2020 Erwin Karner (ZKFT)[13]
- 2020 Sylvia Blank (SPÖ) als Vizebürgermeisterin[14][15][16]
- 2020–2023 Martin Puchegger (ÖVP-Liste „Miteinander Hochwolkersdorf“)[16][17]
- seit 2023 Bianca Fürst (ÖVP)[18]

### Wappen
Im Jahr 1994 wurde der Gemeinde folgendes Wappen verliehen: In rot-silber-rotem Bindenschild zwei aus den Schildrändern wachsende halbe Wagenräder in verwechselten Farben, darunter ein von Blau und Gold gespaltener Schildfuß, mit einem Sparren in verwechselten Farben belegt.

## Persönlichkeiten
- Anton Wodica (1914–1980), Politiker
- Albert Janetschek (1925–1997), Pädagoge und Schriftsteller